# Färjestaden (Ekerö)
Färjestaden is een plaats in de gemeente Ekerö in het landschap Uppland en de provincie Stockholms län in Zweden. De plaats heeft 80 inwoners (2005) en een oppervlakte van 23 hectare.